# Anna Karenina (film din 1948)
Anna Karenina este un film britanic produs în anul 1948 bazat pe romanul cu același nume scris de Lev Tolstoi.

## Distribuție
Ralph Richardson	 ...	Alexei Karenin

Kieron Moore	 ...	Contele Vronsky

Hugh Dempster	 ...	Stefan Oblonsky

Mary Kerridge	 ...	Dolly Oblonsky

Marie Lohr	 ...	Prințesa Scherbatsky

Frank Tickle	 ...	Prințul Scherbatsky

Sally Ann Howes	 ...	Kitty Scherbatsky

Niall MacGinnis	 ...	Konstantin Levin

Michael Gough	 ...	Nicholai

Martita Hunt ...	Prințesa Betty Tversky

Heather Thatcher	 ...	Contesa Lydia Ivanova

Helen Haye	 ...	Contesa Vronsky

Mary Martlew	 ...	Prințesa Nathalia

Ruby Miller	 ...	Contesa Meskov

Austin Trevor	 ...	Colonelul Vronsky

Ann South	 ...	Prințesa Sorokina

John Longden	 ...	Generalul Serpuhousky

Gus Verney	 ...	Prințul Makhotin

Leslie Bradley	 ...	Korsunsky

Beckett Bould	 ...	Matvey

Judith Nelmes	 ...	Domișoara Hull

Valentina Murch	 ...	Annushka

Therese Giehse	 ...	Marietta

Michael Medwin	 ...	Doctor

John Salew	 ...	Lawyer

Patrick Skipwith ...	Sergei

Gino Cervi	 ...	Enrico

Jeremy Spenser	 ...	Giuseppe

Margaret Boyd	 ...	Asistenta Annei

James Carney	 ...	Vronsky's batman

Jack Faint	 ...	Vassili

Catherine Paul	 ...	Matriona

Bernard Rebel	 ...	Prof. Leverrin

Leonard Sharp	 ...	Bătrân

Robert Brooks Turner	 ...	Portar

Geoffrey Wilmer	 ...	Om în tren

Maxine Audley	 ...    (necreditată)

Barbara Murray	 ...    (necreditată)

Leslie Phillips	 ...	(necreditată)